# Revuelta de esclavos de Nueva York de 1712
La revuelta de esclavos de Nueva York de 1712 fue una revuelta de 23 esclavos africanos en la ciudad Nueva York, en la provincia británica de Nueva York. Mataron a nueve personas blancas e hirieron a otras seis antes de que fuesen detenidos. Se arrestó y encarceló a 70 personas negras, de las que 27 fueron llevadas a juicio y 21 fueron condenadas y ejecutadas.

## Acontecimientos
A principios del siglo XVIII, la ciudad de Nueva York tuvo una de las poblaciones de esclavos más grandes de entre las colonias de Inglaterra. La esclavitud en la ciudad se diferenciaba de las de otras colonias porque no había grandes plantaciones. Los esclavos trabajaban como sirvientes, artesanos, trabajadores portuarios y diferentes tipos de peones especializados. Los esclavos africanos vivían cerca los unos de los otros, lo que facilitaba la comunicación entre ellos. A menudo también trabajaban entre negros libres, una situación que no existía en las plantaciones del sur de Estados Unidos. Los esclavos en la ciudad podían así comunicarse y planear una conspiración más fácilmente que los de las plantaciones.
Entre los acontecimientos que presuntamente llevaron a la rebelión estaba la disminución de la libertad y el estatus producida después de que los ingleses se hiciesen cargo de la colonia en 1664. Bajo el gobierno de las Provincias Unidas de los Países Bajos, cuando la ciudad formaba parte de la provincia colonial de Nuevos Países Bajos, los esclavos liberados tenían algunos derechos legales, tales como la posesión de tierras y el derecho al matrimonio. Tras la toma de control de los ingleses y la creación de la colonia de Nueva York, se promulgaron nuevas leyes que restringieron la vida de los esclavos. Se construyó un mercado de esclavos, cerca del actual distrito financiero de Wall Street, para adaptarse al incremento de la importación de esclavos de la Royal African Company.
A comienzos del siglo XVIII el 20 % de la población neoyorquina eran personas negras esclavizadas. El gobierno colonial restringió este grupo por medio de diferentes medidas: estaban obligados a llevar un pase si viajaban más de una milla (1,6 km) de su casa; se desalentaba el matrimonio entre ellos; se prohibieron reuniones de grupos de más de tres personas y estaban obligados a sentarse en galerías separadas en los servicios de la iglesia.
Un grupo de más de veinte esclavos negros se reunió en la noche del 6 de abril de 1712 y prendieron fuego a un edificio en Maiden Lane, cerca de Broadway. Mientras los colonos blancos intentaban apagar el incendio, los esclavos negros, armados con pistolas, hachas de mano, y espadas, atacaron a los blancos y luego huyeron. Al poco tiempo de su huida, los esclavos fueron atrapados y llevados a sus dueños.

## Consecuencias
Las fuerzas coloniales arrestaron y encarcelaron setenta negros. Se informó que 6 de ellos se suicidaron y 27 fueron llevados a juicio, de los que 21 fueron condenados y sentenciados a muerte, entre los que había una mujer con un niño. Veinte fueron quemados y uno fue ejecutado en la rueda. Tras la revuelta, muchos propietarios de esclavos le echaron la culpa de la violencia a Elias Neau por cuenta de la escuela abierta a los afroamericanos que fundó un año antes. La situación llegó a tal punto que durante muchos días este evitó salir a la calle por cuenta de las amenazas contra su vida.
Después de la revuelta, la ciudad y la colonia promulgaron leyes más restrictivas para los esclavos. No se permitía que los esclavos se reuniesen en grupos de más tres, ni llevar armas y el juego les estaba prohibido. Los crímenes que involucrasen daños a la propiedad, violación o conspiración para matar se condenaban bajo pena de muerte. Los negros libres todavía podían poseer tierras. Así, Anthony Portuguese, también conocido como Portugies, poseía tierras en la zona que actualmente es Washington Square Park y fueron heredadas por su hija y sus nietos.
La colonia requería que los dueños de esclavos que quisieran liberar los suyos pagasen un impuesto de 200 £ por persona, una cantidad mucho más alta que el coste de un esclavo. En 1715 el gobernador Robert Hunter argumentó en Londres ante la Cámara de Comercio que la manumisión y la posibilidad de que los esclavos heredasen parte de la riqueza de sus dueños era importante para mantener la riqueza de Nueva York. Señaló que era una recompensa apropiada para un esclavo que había ayudado a su dueño a ganar la fortuna de su vida y que esto podría evitar que el esclavo cayera en la desesperación.